# Église Saint-Pierre de Saint-Pierre-de-Buzet
Pour les articles homonymes, voir église Saint-Pierre.
L'église Saint-Pierre est située à Saint-Pierre-de-Buzet, dans le département de Lot-et-Garonne, en France.

## Localisation
L'église Saint-Pierre est située à Saint-Pierre-de-Buzet, dans le département de Lot-et-Garonne, en France.

## Historique
L'église date du XIIe siècle. Ces dimensions remarquables sont probablement dues au fait qu'elle était rattachée à un couvent de prémontrés, La Grange Notre-Dame-de-Fonclaire, qui se trouvait à 1 km, dans la vallée du Lavizon,.
En l'absence de château-fort à proximité, elle servait aussi de refuge aux habitants du village, d'où les quelques éléments de fortification.
La grosse pile ronde située à la limite entre les première et deuxième travées de la nef était probablement nécessaire pour supporter le poids d'une tour servant de donjon, comme on peut le voir à l'église Saint-Martin de Houeillès. Cette tour a probablement dû disparaître au cours des guerres qui se sont déroulées dans la région (guerre de Cent Ans, ou guerre de religion). L'actuel clocher triangulaire a dû être construit au XVIIe siècle.
Une première restauration, en 1853, a remplacé le pavement en pierres par le carrelage en terre cuite.
Au cours d'une restauration en 1905, on a recouvert les pierres par de l'enduit de plâtre. Il a été retiré en 1982 et les pierres sablées à l'initiative du docteur Chapeyrou qui a conduit les travaux. On a alors retrouvé une litre funéraire peinte sur les murs et des vestiges de peinture murale sur le pan de mur gauche, avant le chœur.
L'église Saint-Pierre a été inscrite au titre des monuments historiques en 1926.

## Description
L'église Saint-Pierre est un édifice roman remarquable par son plan d'une grande simplicité. Il s'impose par la qualité de son architecture due à la justesse de ses proportions, la mise en valeur d'éléments architectoniques et son dépouillement.
L'église est à nef unique à quatre travées séparées par trois dosserets plats et larges portant les arcs-doubleaux. La première travée est différentes des autres par la pile ronde qui attire les regards. Cette pile n'a pas de chapiteau mais un simple tailloir à trois rangs de billettes recevant deux arcs.
À cette nef À large succède un chœur étroit et profond se terminant en abside semi-circulaire voûtée eu cul-de-four. Le chœur est séparée de la nef par l'arc triomphal et son doubeau et deux colonnes se faisant face, couronnées de chapiteaux portant des lions au sud, des oiseaux au nord. Dans son élévation, le chœur est séparé en deux zones par un bandeau à double rang de grosses billettes. Dans la partie basse une arcature de huit arcs en plein cintre soutenus par des colonnes adossées et non engagées, surmontées de chapiteaux. La partie haute comporte cinq fenêtres.

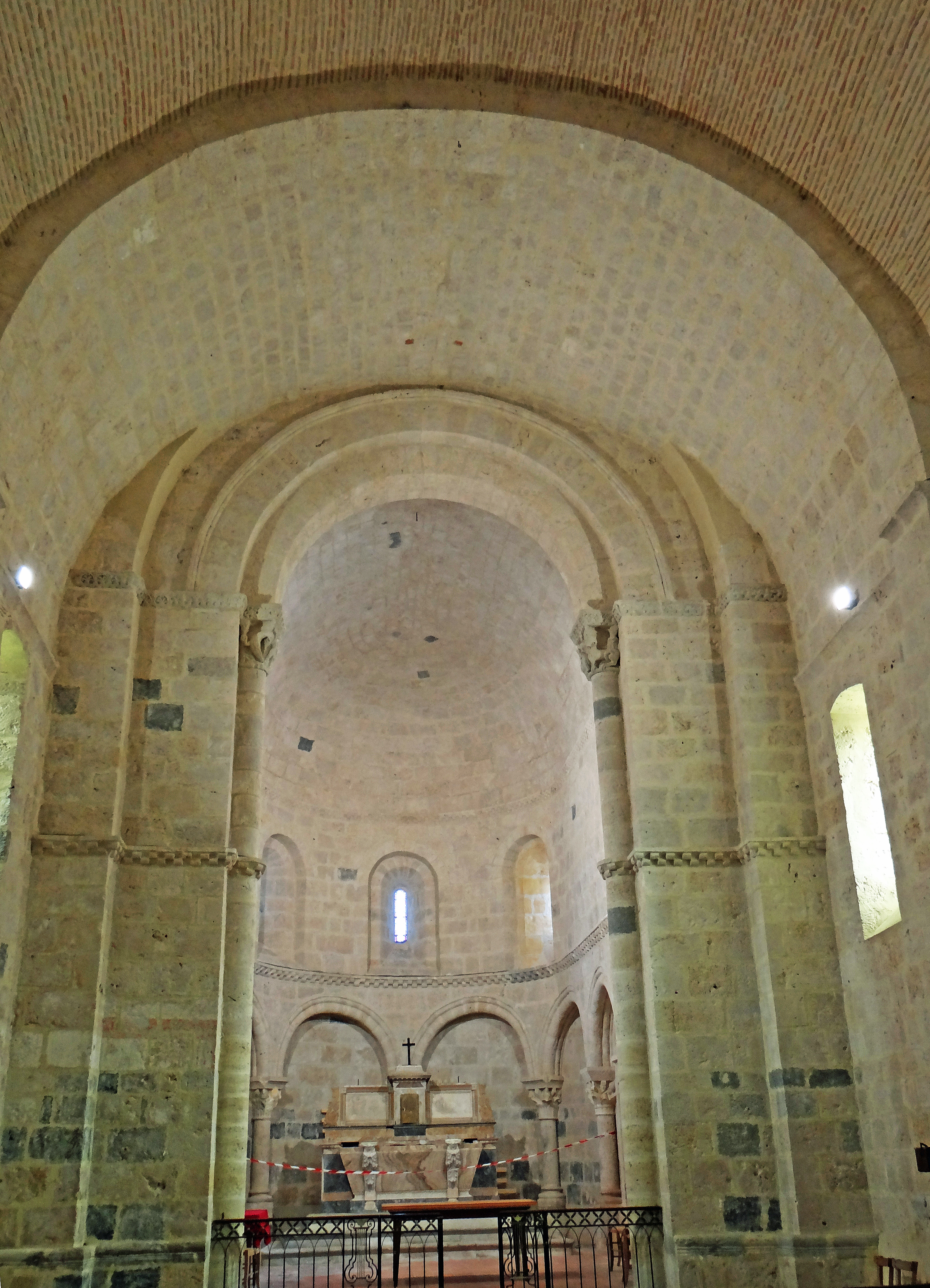
La nef et le chœur
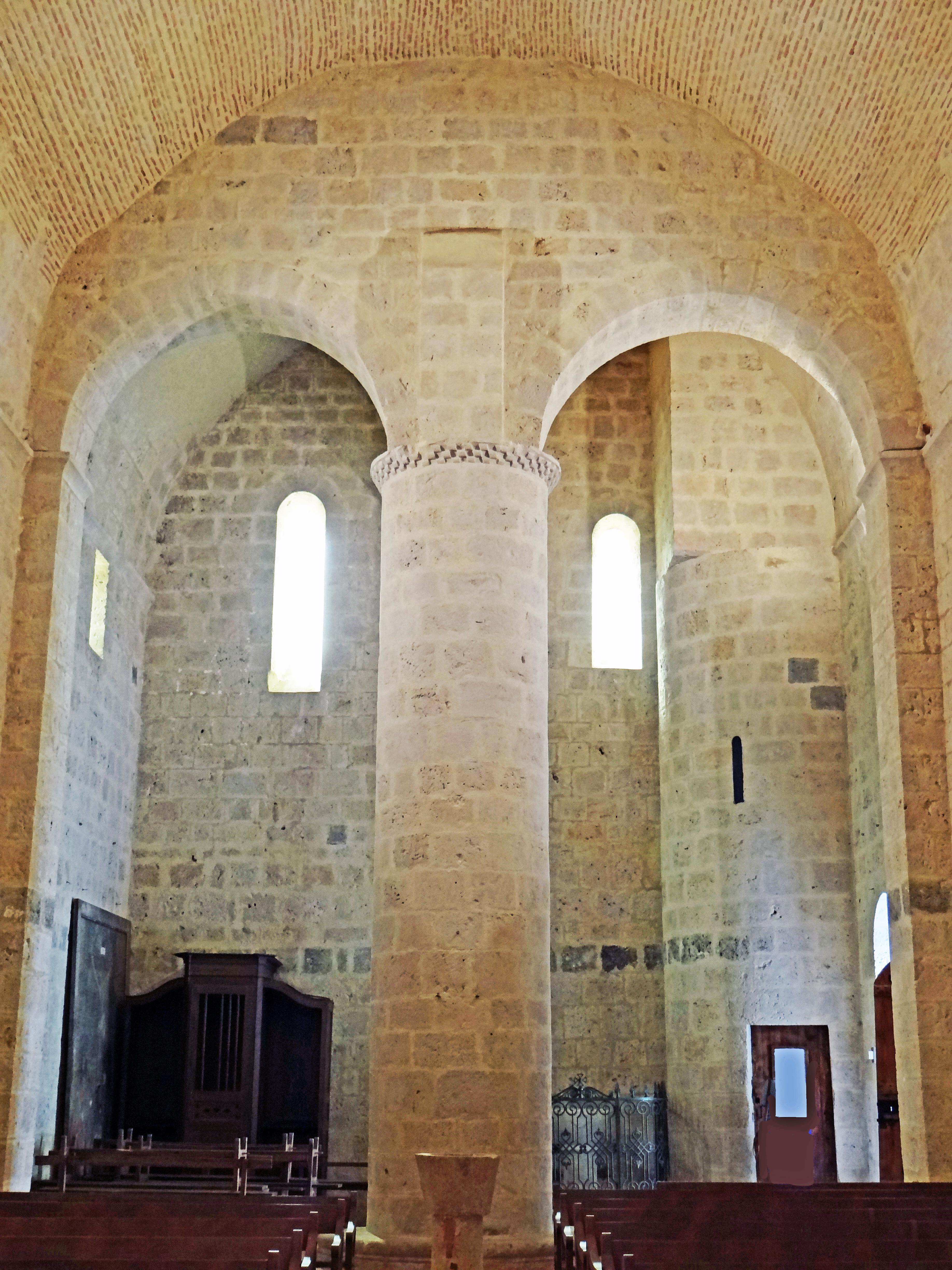
La première travée de la nef avec la pile ronde
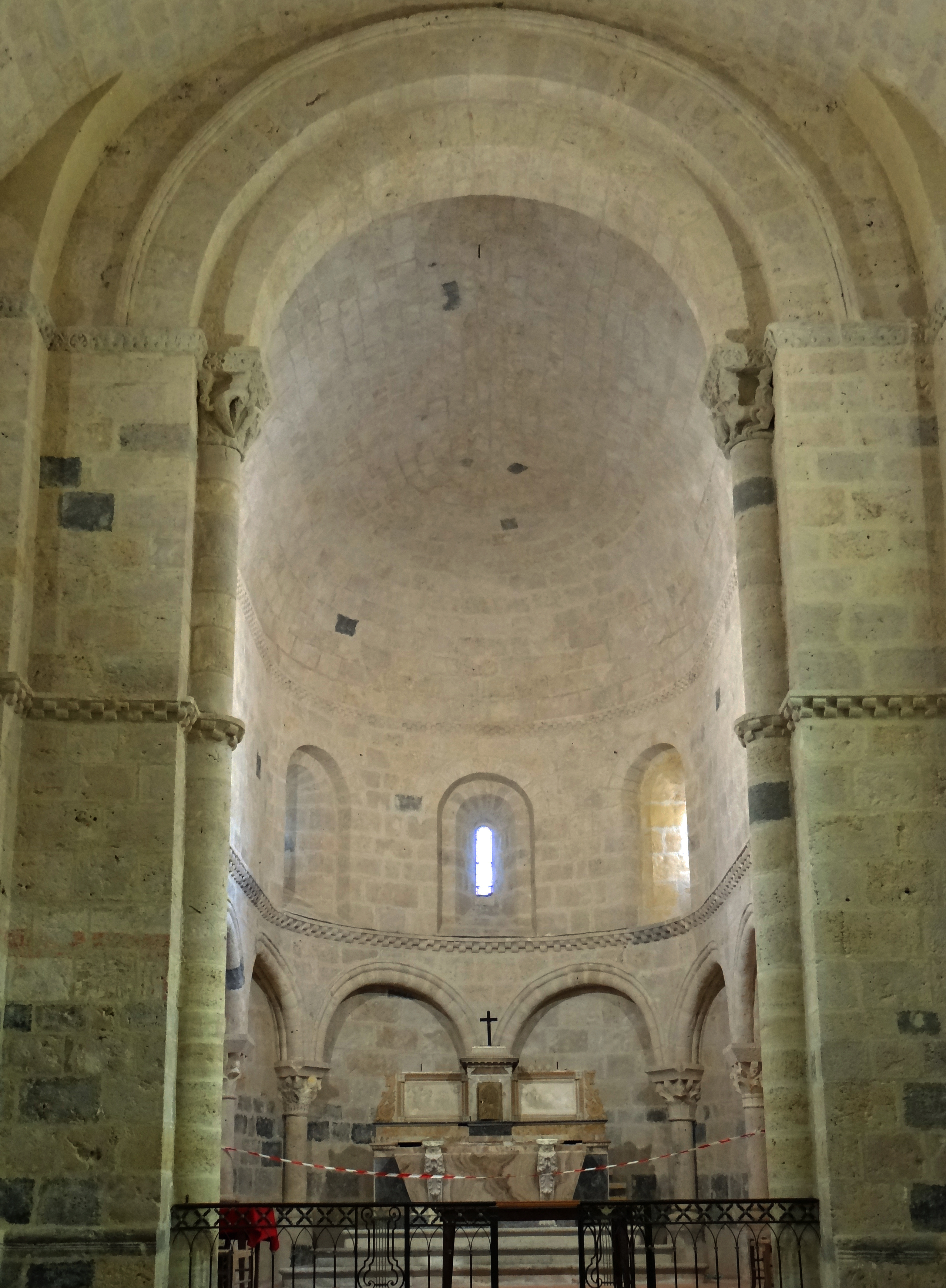
Le chœur
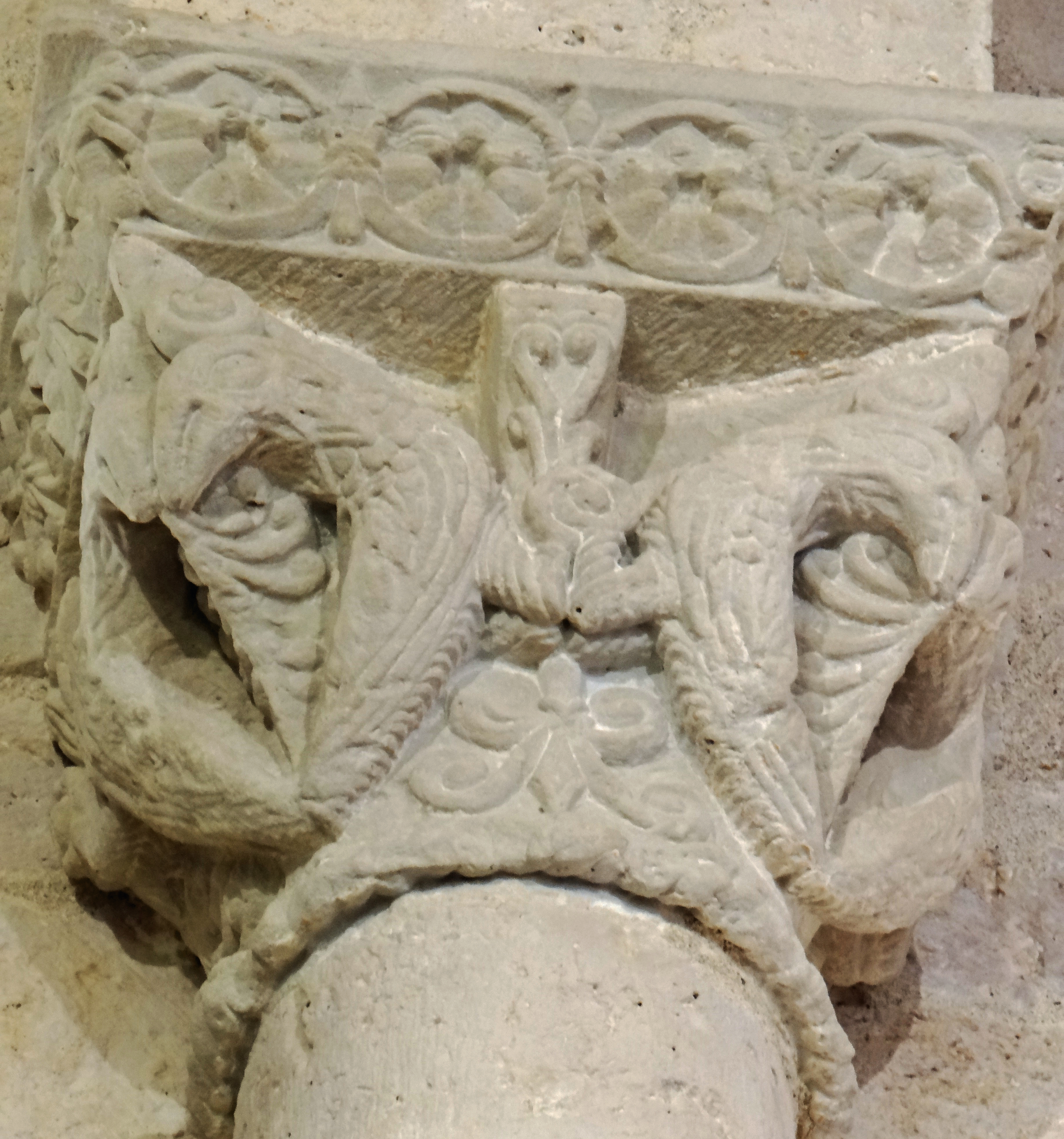
Chapiteau nord avec les oiseux
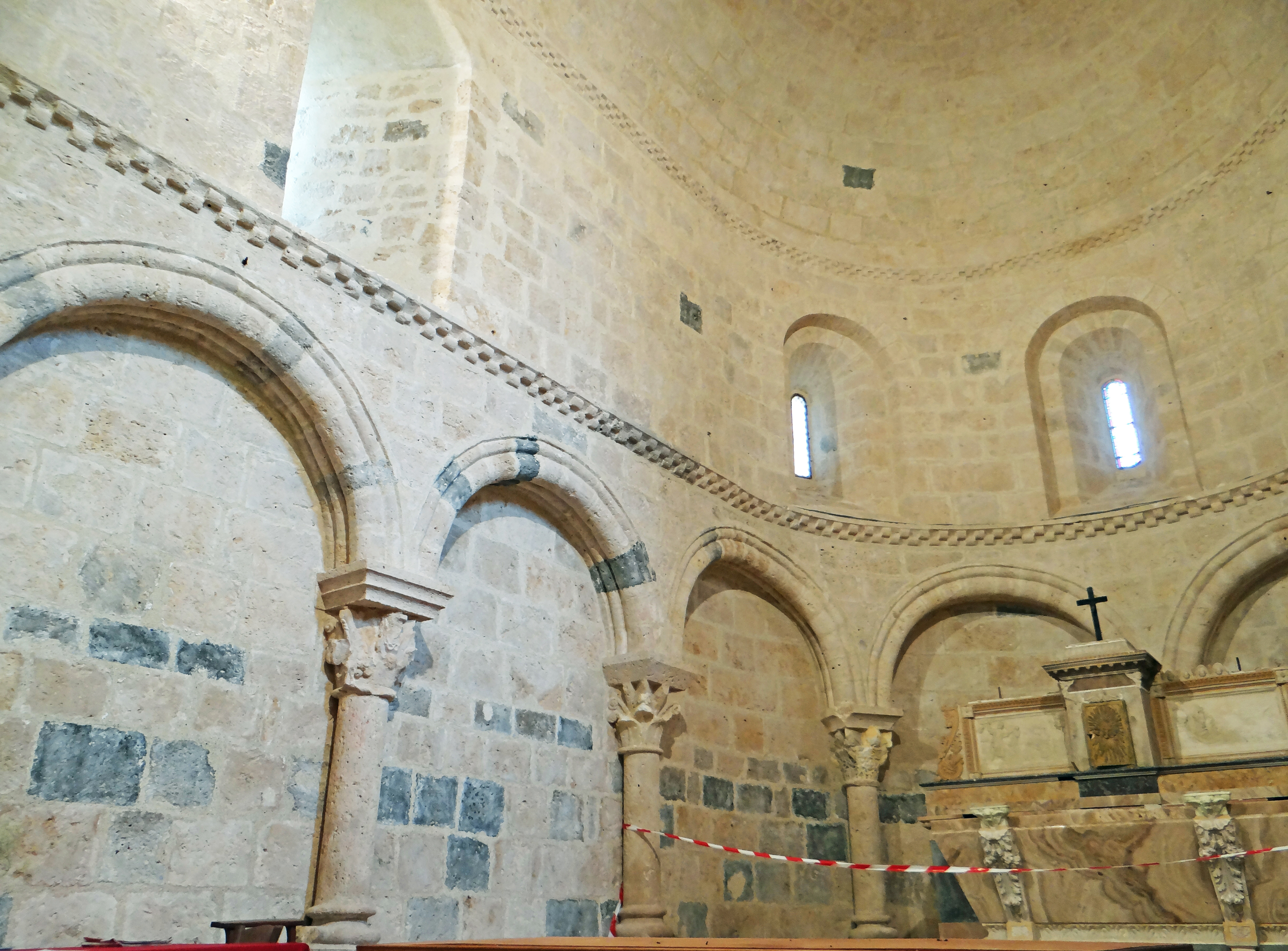
Arcature du chœur

On peut voir un chrisme sculpté au-dessus du portail sud et des marques de tâcheron gravées sur des pierres des murs.

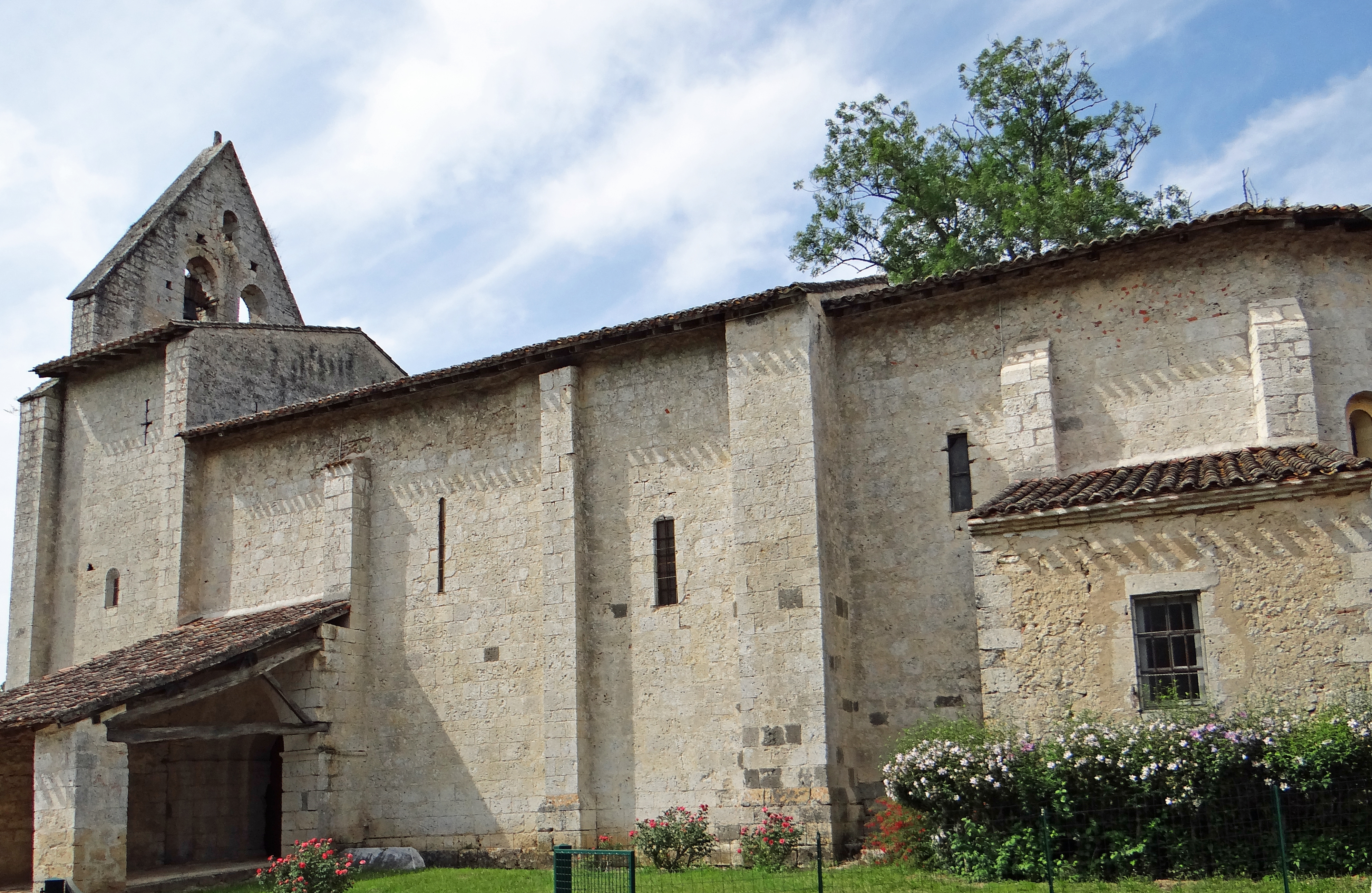
Façade sud avec le portail
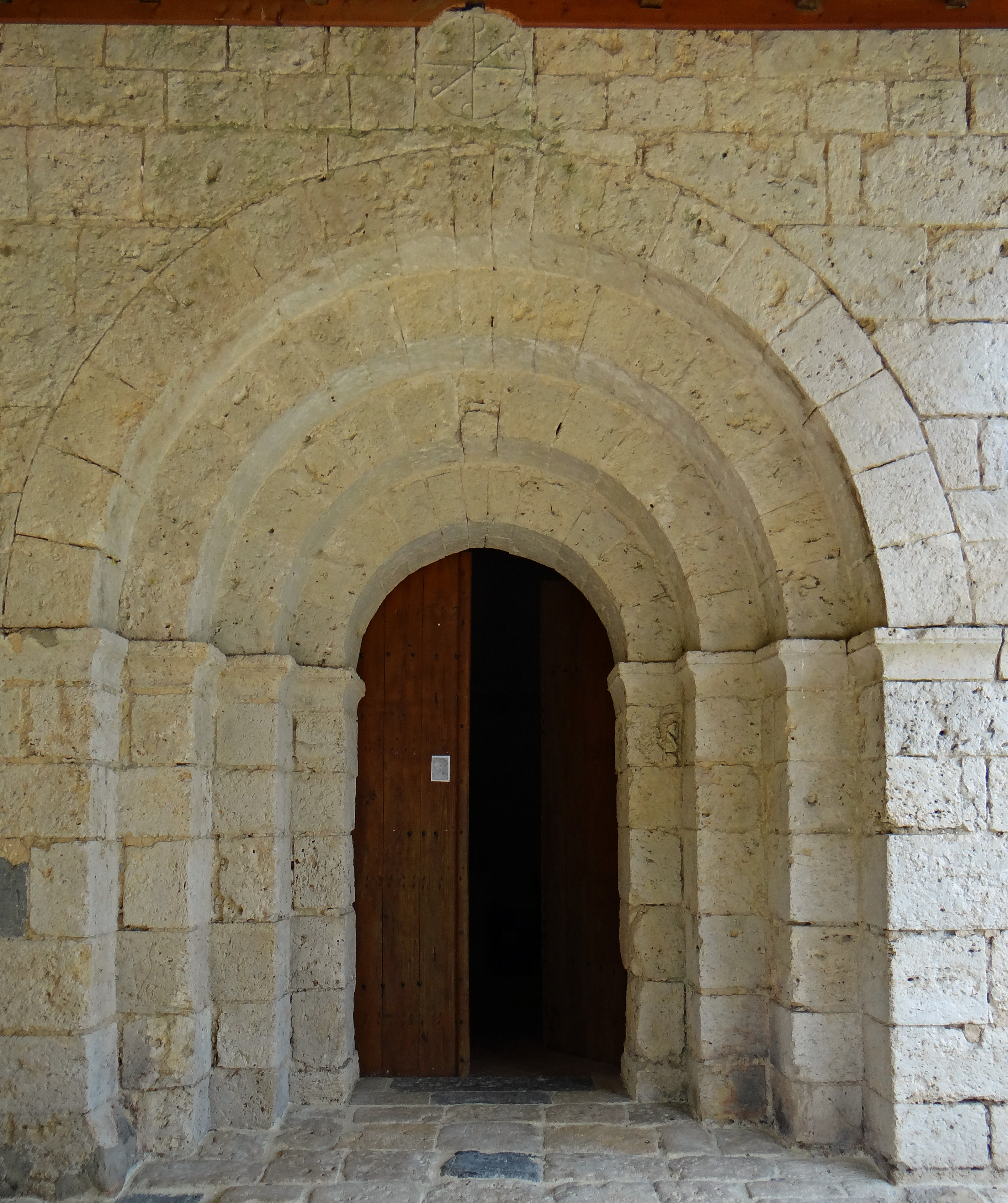
Portail sud surmonté d'un chrisme
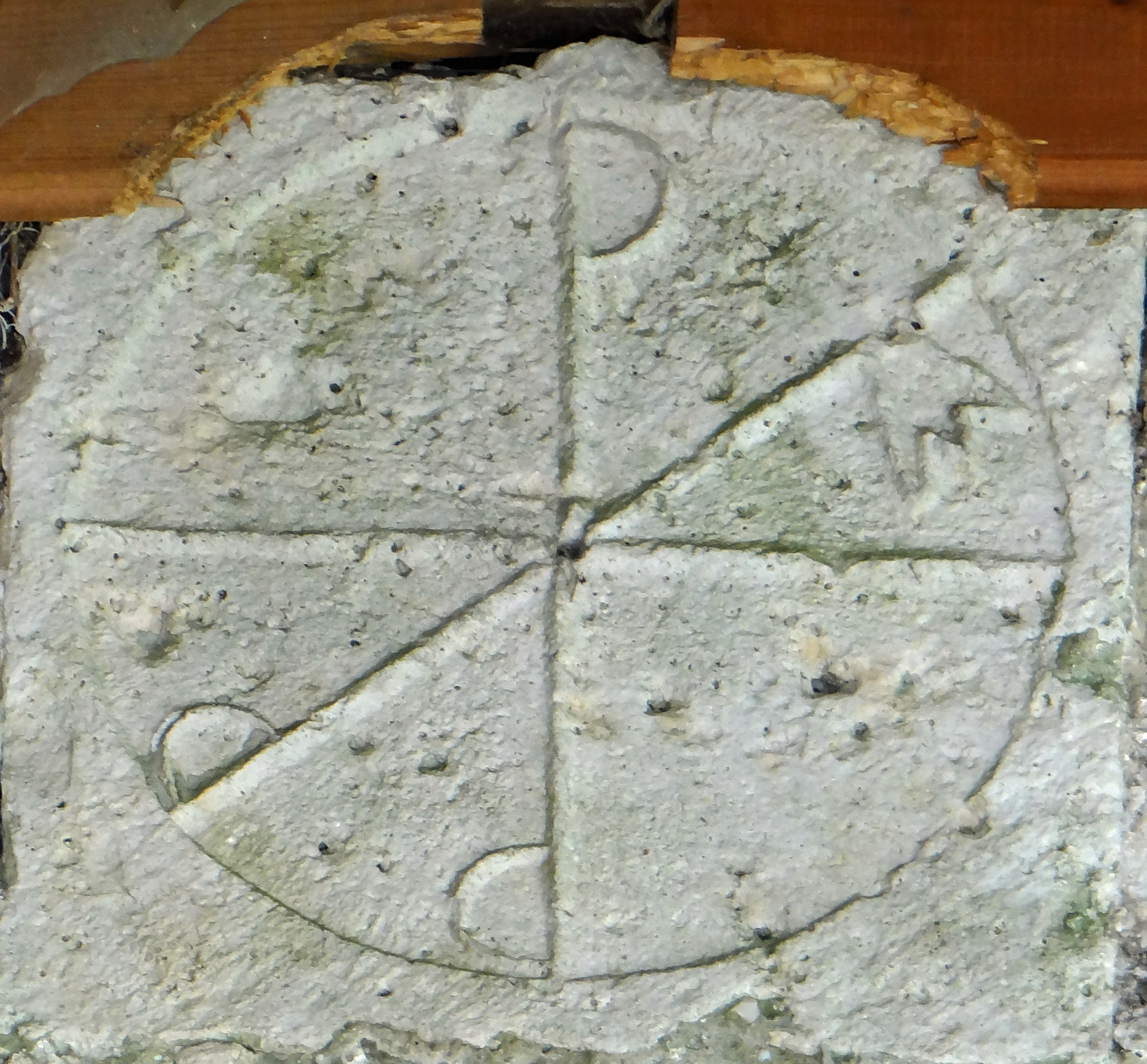
Chrisme
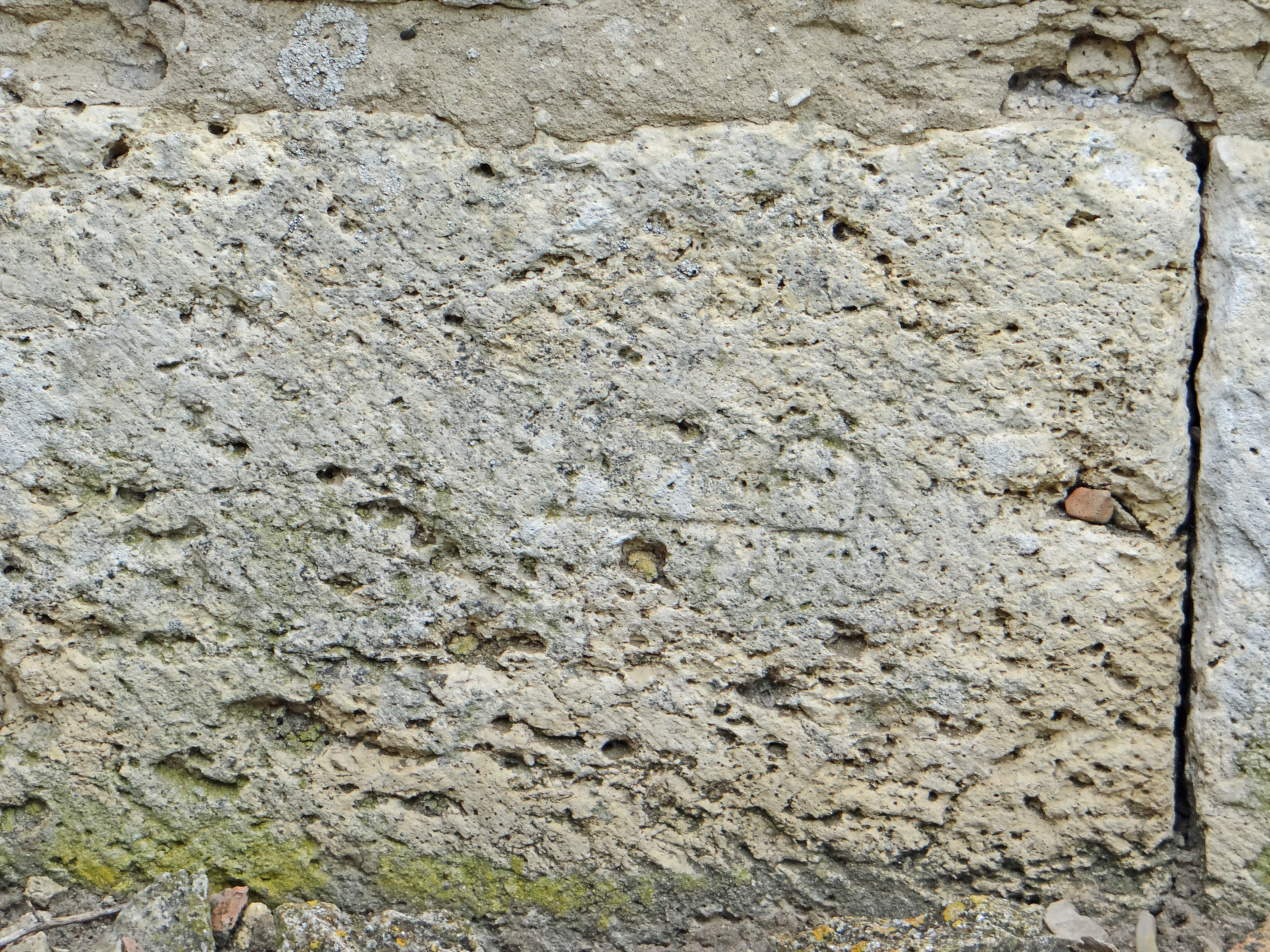
Marque de tâcheron
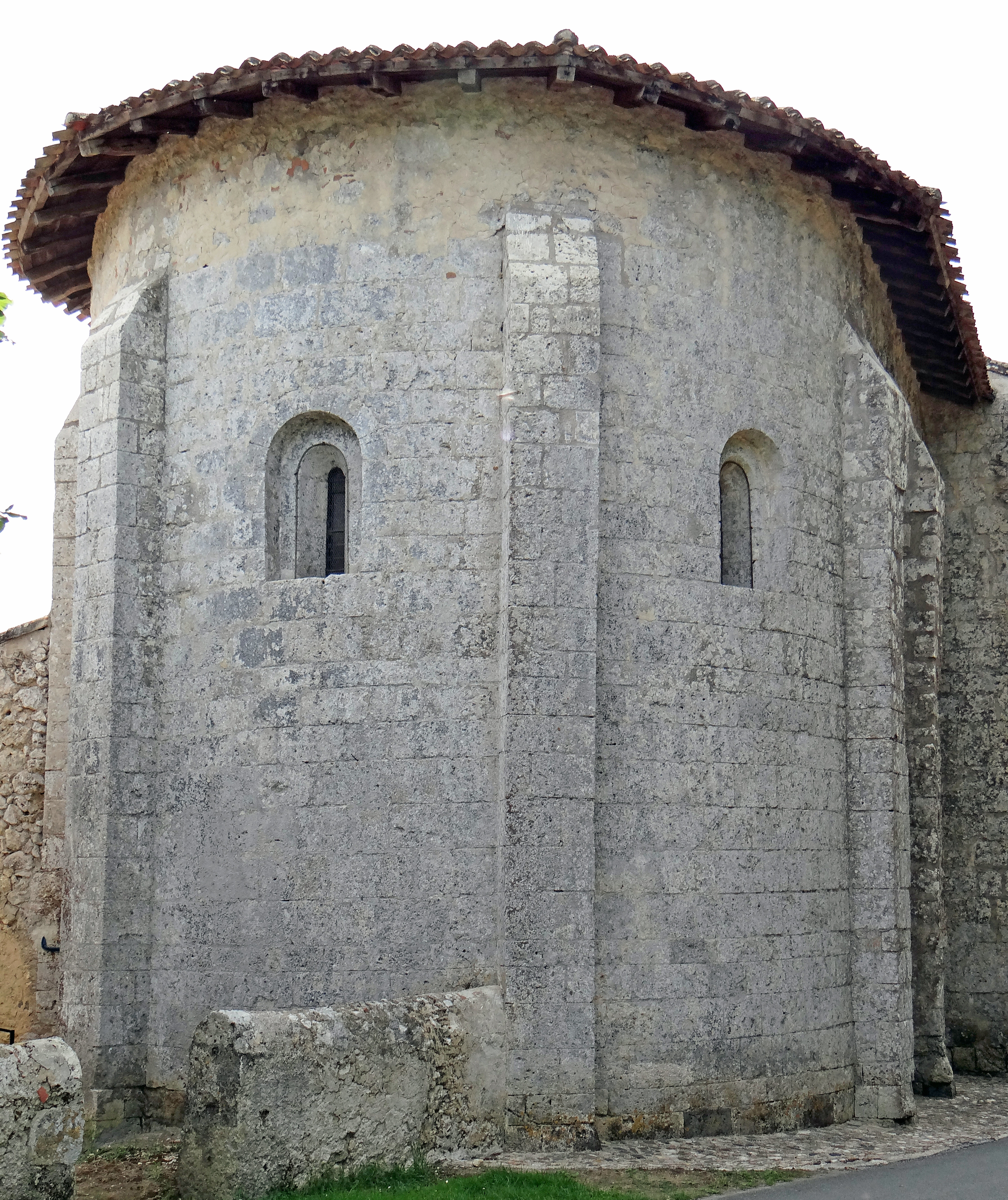
Chevet

## Décor et mobilier
Le maître-autel a été réalisé par un « esculpteur de Toulouse» , en 1705, pour la Grange de Fonclaire. Il a été amené à Saint-Pierre-de-Buzet pendant la Révolution. Il doit être restauré par le service des monuments historiques. Sur la base Palissy, l'autel et le tabernacle du maître-autel sont attribués à la fabrique Virebent de Toulouse.